# Spinicaudinae
Die Spinicaudinae sind eine Unterfamilie der Spulwürmer mit 38 Arten. Die Vertreter befallen Amphibien und Reptilien.

## Merkmale
Die drei Lippen sind deutlich vom Körper abgesetzt. Die Kaudalflügel sind, so sie ausgebildet sind, entweder durch gar keine oder nur durch viele kurze Papillen (lateinisch spina ‚Stachel‘ und cauda ‚Schwanz‘) gestützt.

## Systematik
Hodda (2022) unterteilt die Unterfamilie in fünf Gattungen, die alle in die Tribus Spinicaudini und die Untertribus Spinicaudinii eingeordnet sind:
- Africana Travassos, 1920
- Hatterianema Chabaud & Dollfus, 1966
- Moaciria Freitas, 1956
- Pseudostrongyluris Guerrero, 1971
- Strongyluris Mueller, 1894